# Glucofilia

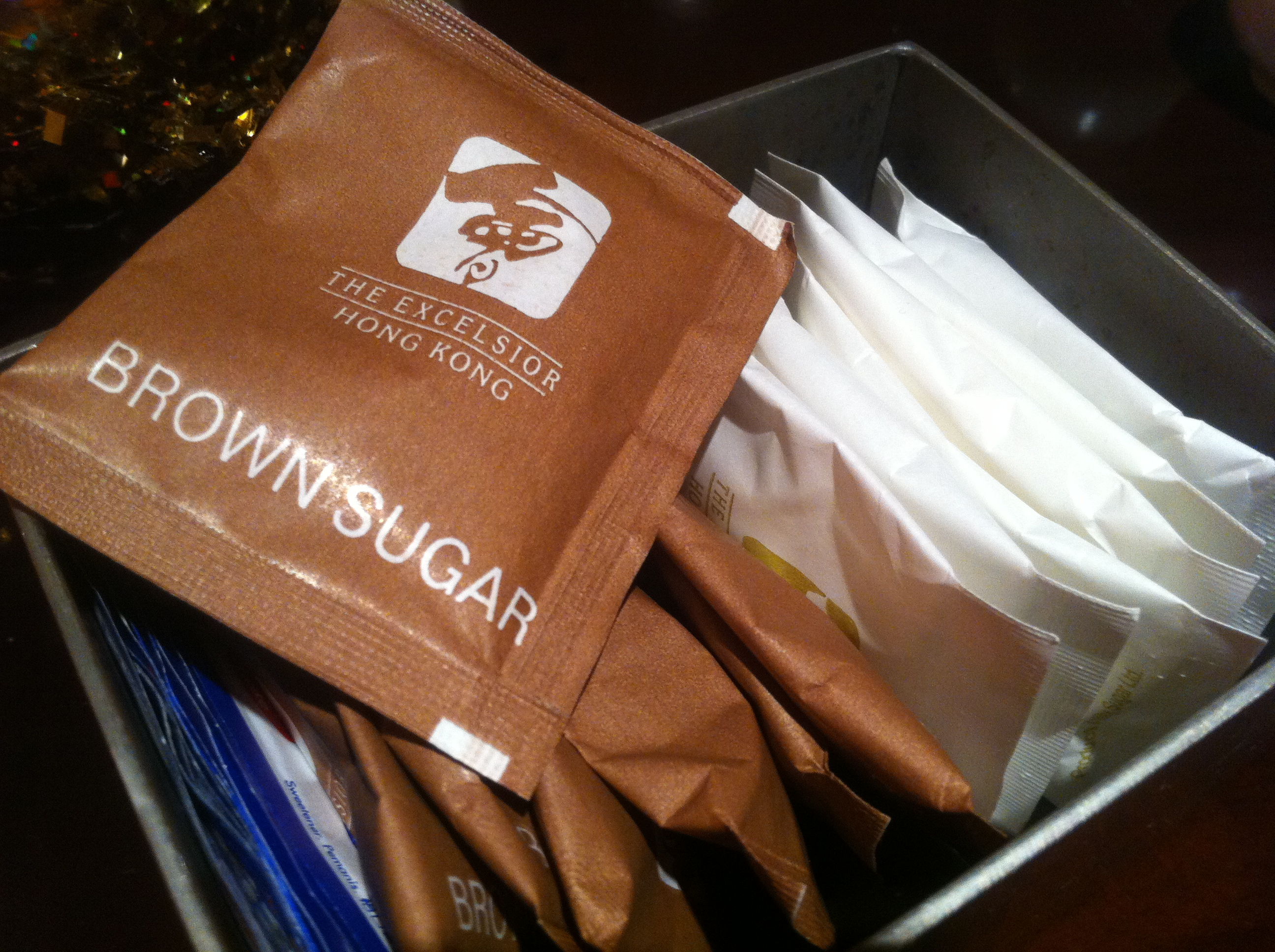
Sobres de azúcar de Hong Kong

La glucofilia (del griego γλυκύς [glykýs], 'dulce', φιλία [philía], 'amistad') es el coleccionismo de envoltorios de azúcar. Una variante de la glucofilia es la periglucofilia, que se refiere a la afición de recopilar los sobres de azúcar vacíos. Los coleccionistas y aficionados de envases de azúcar vacíos son periglucófilos.
Existen asociaciones regionales y nacionales que aglutinan a algunos de los coleccionistas. No obstante, se trata normalmente de un tipo de coleccionismo informal, habitual por su bajo coste. No existen cifras oficiales del número de glucofilistas fuera de las propias asociaciones.
En ocasiones, estas asociaciones utilizan nombres comerciales registrados para identificarse, es el caso de la asociación catalana, que se denomina asociación de glucosbalaitonfilia, lo cual ha popularizado este nombre en la región para este tipo de coleccionismo.